# 4 Camelopardalis
4 Camelopardalis, som är stjärnans Flamsteed-beteckning, är en dubbelstjärna i den sydvästra delen av stjärnbilden Giraffen. Den har en kombinerad skenbar magnitud på ca 5,29 och är svagt synlig för blotta ögat där ljusföroreningar ej förekommer. Baserat på parallaxmätning inom Hipparcosuppdraget på ca 18,2 mas, beräknas den befinna sig på ett avstånd på ca 179 ljusår (ca 55 parsek) från solen. Den rör sig bort från solen med en heliocentrisk radialhastighet på ca 23 km/s. Stjärnan har en relativt stor egenrörelse och förflyttar sig över himlavalvet med en hastighet av 0,158 bågsekunder per år. Dess egenrörelse gör den till en kandidat till att ingå i superhopen IC 2391.

## Egenskaper
Primärstjärnan 4 Camelopardalis A är en vit till blå stjärna av spektralklass A3m och är en Am-stjärna, vilket anger att dess spektrum visar avvikelser hos vissa element. Den har en massa som är omkring dubbelt så stor som solens massa, en radie som är ca 2,6 gånger större än solens och utsänder ca 18 gånger mera energi än solen från dess fotosfär vid en effektiv temperatur på ca 7 700 K.
Följeslagaren 4 Camelopardalis B är en stjärna av skenbar magnitud av 9,49 med en vinkelseparation av 0,610 bågsekunder från primärstjärnan och paret bildar troligen en fysiskt beroende dubbelstjärna.